# Guerra civil española en Málaga

Situación a los cuatro meses del inicio de contienda. En marrón la zona sublevada, y en rosa la zona republicana.

La guerra civil española (1936-1939) en Málaga tuvo unos siete meses de duración, desde el 18 de julio de 1936 hasta el 8 de febrero de 1937, cuando la ciudad es tomada por las tropas sublevadas.  El Golpe de Estado en España de julio de 1936 fracasó y Málaga se convirtió hasta su toma en uno de los frentes de la guerra, junto a Madrid, Aragón y el Frente Norte (Asturias, Cantabria y País Vasco).

## Prealzamiento y golpe
El triunfo del Frente Popular en las elecciones de 1936 provocó en Málaga como en el resto de España un clima violento, con los asesinatos del falangista Antonio Díaz Molina, el concejal comunista Andrés Rodríguez (era concejal desde 1931), el socialista y presidente de la Diputación Antonio Román, el militante de la FAI Miguel Ortiz, y un militante de la CNT. Todo este clima de agresividad sirvió de justificación política del golpe.
El fracaso del golpe en Málaga estuvo causado por la indecisión del general Patxot ante la previsible resistencia obrera. El capitán Huelin y el teniente Segalerva sacaron las tropas a las calles como estaba previsto, siendo incapaces de llegar al Gobierno Civil, fuertemente defendido por las fuerzas de asalto. Las tropas sublevadas fueron retiradas esa misma madrugada, del día 19 de julio. La organización de la defensa de la ciudad se vería condicionada por el encarcelamiento de mayoría de los oficiales del ejército. La muchedumbre comenzó a asaltar las propiedades de la burguesía y las clases altas malagueñas.

## Revolución durante el conflicto
Se desató una gran violencia y un gran odio contra la derecha, entendido por la escritora Gamel Woolsey como «la otra cara del miedo» a los bombardeos y al ejército de África. La República era incapaz de controlar las hostilidades, que según Woolsey «eran como pornografía para ella». El número de víctimas de estos ataques fueron, según estimaciones, 3406.
La economía también sufrió de esta revolución, dedicada a la guerra y al abastecimiento de la población. Se asaltaron las industrias de los Larios, pero se respetaron los pequeños comercios.

## Disputas y reorganización
El poder se lo disputaban el partido socialista y el partido comunista, hostigados por los anarquistas. Los comunistas se convirtieron en los más influyentes finalmente.
Con la llegada de Largo Caballero a la presidencia, se paralizó la revolución, restableciendo la disciplina militar y frenando la represión.

## Caída
Los refuerzos y provisiones enviados por el nuevo presidente no fueron suficientes ante las tropas de Gonzalo Queipo de Llano, reforzadas con los voluntarios italianos. La presión ejercida por tierra, sumada al asedio por mar llevado a cabo por la flota combinada ítalo-germana, espolearon al coronel Bolívar a abandonar la ciudad por la llamada carretera de Almería, con bombardeos constantes a los civiles desde las naves. 
El 8 de febrero de 1937 las tropas sublevadas entraban en Huelin, con lo que finaliza la contienda en suelo malagueño, acaba la represión de las familias favorables al golpe y da comienzo la de las republicanas que no han huido de la ciudad.